# Attaque de Nassoumbou
Insurrection djihadiste au Burkina Faso
Batailles
- Samorogouan
- Intangom
- Nassoumbou
- Ariel
- 1re Inata
- Loroni
- Gorom-Gorom
- Koutougou
- Arbinda
- Hallalé
- Markoye
- Dounkoun
- Boukouma
- 2e Inata
- Titao
- Opération Laabingol
- Namissiguima
- Madjoari
- Bourzanga
- Seytenga
- Gaskindé
- Tin-Ediar
- Tin-Akoff
- Aoréma
- Ougarou
- Namsiguia
- Noaka
- Koumbri
- Djibo
- Tawori
- Mansila
- Nassougou

Massacres
- Yirgou
- Solhan
- Karma
- Komsilga, Nodin et Soroe
- Bibgou et Soualimou
- Barsalogho

Attentats
- 1er Ouagadougou
- 2e Ouagadougou
- 3e Ouagadougou

L'attaque de Nassoumbou a lieu le 16 décembre 2016 pendant l'insurrection djihadiste au Burkina Faso.

## Prélude
Dès 2015, la province de Soum, au nord du Burkina Faso, sert de base arrière aux djihadistes maliens de la katiba Macina — dirigée par Amadou Koufa et affiliée à Ansar Dine — et en particulier par les hommes de l'imam Ibrahim Malam Dicko. À cette période, Ibrahim Malam Dicko combat au Mali avec une quarantaine de combattants sous les ordres de Kouffa ; ce dernier aurait fait part de son opposition à une insurrection au Burkina, considérée comme prématurée et comme risquant de perturber les trafics en essence et en vivres qui ravitaillent ses combattants. Selon le témoignage d'un ancien membre d'Ansarul Islam, c'est fin novembre 2016, au moment de l'opération « Séguéré », menée par l'armée burkinabée, que Malam Dicko décide de passer malgré tout à l'insurrection armée, après avoir vu des paysans peuls subir des humiliations publiques de la part des militaires. Peu après, le groupe Ansarul Islam est formé dans la forêt de Foulsaré.

## Déroulement
Le 16 décembre 2016, vers cinq heures du matin, une quarantaine de djihadistes venus du Mali attaquent le poste militaire de l'armée burkinabée à Nassoumbou,,. Les soldats attaqués font partie du Groupement des forces armées anti-terroristes (GFAT), un bataillon mixte gendarmerie-armée de terre de plus 600 hommes qui avait été déployé à la frontière avec le Mali fin janvier 2013, au début de l'opération Serval. Les forces d'Ansarul Islam sont épaulées par quelques hommes de la brigade malienne de Sèrma, affiliée à la katiba Macina. Selon l'International Crisis Group, l'État islamique dans le Grand Sahara aurait également pris part à l'attaque aux côtés des forces d'Ansarul Islam. Les djihadistes attaquent avec un pick-up et dix motos, divisés en trois groupes munis d'un lance-roquettes et de fusils kalachnikovs.
Le combat dure une heure et demie. La plupart des militaires s'enfuient dès le début de l'attaque, seuls une vingtaine tentent de résister. Un blindé Bastion et quelques autres véhicules sont détruits. Les djihadistes s'emparent du camp et saisissent un ou deux véhicules,, ainsi que plusieurs armes et de l'équipement varié. Ils se replient ensuite en territoire malien,.

## Pertes
Douze soldats sont tués et quatre autres sont blessés, selon un bilan confirmé par le président Roch Marc Christian Kaboré et le ministre de la sécurité Simon Compaoré,,.
Des drapeaux noirs djihadistes sont aperçus lors du combat selon Mohamed Dah, le haut-commissaire de la province du Soum. L'attaque est revendiquée le 26 décembre par Ansarul Islam, qui se fait alors connaître. Ce dernier affirme avoir lancé l'assaut avec 28 combattants et donne un bilan de deux morts et un véhicule détruit dans ses rangs, contre une vingtaine de pertes et 9 véhicules détruits du côté des « croisés ».